# Ред и закон: Злочиначке намере (8. сезона)
Осма сезона серије Ред и закон: Злочиначке намере је премијерно емитована на каналу НБЦ од 19. априла до 9. августа 2009. године и броји 16 епизода. Дан након емитовања сваке епизоде на телевизији, оне су постале доступне за куповину и преузимање са iTunes Store-у. Ред и закон: Злочиначке намере је америчка полицијска процедурална телевизијска серија која се снима и снима у Њујорку. Серија је други огранак дуготрајне криминалне драме Ред и закон коју су створили Дик Волф и Рене Балсер. Ред и закон: Злочиначке намере прати рад Одељења за тешка кривична дела њујоршке полиције које истражује случајеве убистава високог профила.
У осмој сезони глумили су Винсент Д'Онофрио као детектив Роберт Горен, Кетрин Ербе ао детективка Александра Имс, Џулијан Николсон као детективка Меган Вилер и Ерик Богосијан као капетан Дени Рос. Џеф Голдблум се придружио екипи као детектив Зек Николс. Сезону су извршно продуцирали следеће екипе: Валон Грин и Мајкл Чернуин, Ед Зукерман и Тим Ли, Дик Волф и Петар Јанковски, и Норберто Барба, Дајана Сан, Џули Мартин и Артур В. Форни.

## Производња
Ред и закон: Злочиначке намере је трећа серија у франшизи крими-драме Ред и закон коју је креирао Дик Вулф 1990. Развили су је Волф и Рене Балсер који су почели да раде на изворном серијалу током прве сезоне. Ред и закон: Злочиначке намере је полицијско-процесна крими-драма која прати посебно одељење полиције Њујорка: Одељење за тешка кривична дела и његове истраге у случајевима убистава високог профила као што су они који укључују ВВО особе, званичнике и запослене у месним властима, финансијску индустрију и свет уметности. За разлику од других серија у франшизи, Ред и закон: злочиначке намере даје значајну пажњу поступцима и побудама злочинаца уместо да се првенствено усредсређује на полицијску истрагу и кривично гоњење. Епизоде обично не садрже суђења и често се завршавају признањима, а не нагодбама или пресудама.

САД Мрежа је 22. маја 2008. наручила шеснаест епизода за осму сезону у односу на двадесет две епизоде есдме сезоне. Продукција осме сезоне почела је крајем лета 2008. године снимањем на местима у Њујорку и околини користећи месне боје. Главни студио налазио се у Луци 62 луке у Челсију на Ментехну.

Након одласка Ворена Лајта који је био директор серије, извршни продуцент и главни сценариста у шестој и седмој сезони, у јулу 2008. је објављено да ће Валон Грин и Роберт Нејтан делити Лајтову улогу у предстојећој осмој сезони у по осам епизода. Међутим, пошто је направио две епизоде, Нејтана је заменио извршни продуцент серије Ред и закон Ед Зукерман. Извршни ко-продуцент Гринових епизода постао је Мајкл С. Чернучин, а Тим Ли Зукерманових. Волф и Петар Јанковски такође су били као извршни продуценти, као и у свим другим серијалима. Остали извршни продуценти у серији су Норберто Барба, Дајана Сан, Џули Мартин и Артур В. Форни. Чарли Рубин је главни продуцент, а Балцер, Ерик Овермајер и Шивон Бајерн О’Конор саветници продукције.

## Глумачка постава
Ред и закон: Злочиначке намере има наизменичну главну поставу и стога се разликује од серија Ред и закон и Ред и закон: Злочиначке намере у којима се налази шест или осам глумаца у сезонама које се емитују током исте телевизијске сезоне 2008–09. Осма сезона серије има петоро глумаца у главној постави, али се само троје појављују на екрану током епизоде: двоје главних детектива и капетан.
Четворо глумаца из главне поставе седме сезоне вратила су се у осму сезону. Винсент Д'Онофрио игра детектива Роберта Горена, хиперинтуитивног савременог истражитеља типа Шерлока Холмса који је радио за војну полицију САД. Горенову партнерку, бившу детективку Одељења за пороке Александру Имс игра Кетрин Ерб. Ерик Богосијан се појављује као капетан Дени Рос, а Џулијан Николсон наставља да се појављује као детективка Меган Вилер. Џеф Голдблум се придружио глумачкој постави као детектив Зек Николс који је заменио детектива Мајка Логана (Крис Нот) на месту Вилериног ортака. Свака епизода садржи алтернативну истражну екипу детектива. Д'Онофрио и Ербова се појављују заједно у непарним, Голдблум и Николсонова у парним епизодама, а Богосијан у свакој епизоди сезоне. Овај формат је настављен до четрннаесте епизоде када је Николсонова напустила серију привремено због породиљског боловања па је Ербин лик био ортакиња и Горену и Николсу у последње три епизоде сезоне.
У сталној улози Лесли Хендрикс наставља да се појављује као помоћница главног специјалисте судске медицине Елизабет Роџерс, исти лик који је такође играла у серијама Ред и закон и Ред и закон: Одељење за специјалне жртве. Појавила се у свим епизодама 7. и 8. сезоне. Стив Зирнкилтон чита уводни текст пред почетак сваке епизоде који гласи: „У њујоршком рату против злочина, најгоре злочинце гоне детективи Одељења за тешка кривична дела. Ово су њихове приче."

## Улоге

### Главне
- Винсент Д'Онофрио као Роберт Горен (Непарне епизоде)
- Кетрин Ерб као Александра Имс (Непарне и 16. епизода)
- Џеф Голдблум као Зек Николс (Парне епизоде)
- Џулијан Николсон као Меган Вилер (Парне епизоде сем 16.)
- Ерик Богосијан као Дени Рос

### Епизодне
- Кетрин Ерб као Александра Имс (Епизода 14)

## Епизоде
| Бр. у серији | Бр. у сезони | Наслов                  | Редитељ         | Сценариста                                                                   | Премијерно емитовање | Прод. код | Бр. гледалаца (милиони) |
| --- | ------------ | ----------------------- | --------------- | ---------------------------------------------------------------------------- | -------------------- | --------- | ----------------------- |
| 156 | 1            | "Игра мртвих"           | Мајкл Смит      | Антоанет Стела                                                               | 19. април 2009.      | 08009     | 4.57                    |
| Детективи Горен и Имсова истражују случај који укључује убиство пасторке моћног политичара Стејси и њеног дечка. Пар деце зависне од дроге ухваћен је у шеме уцене које су биле усмерене на утицајну породицу пасторке. На крају се открило да је политичар Нил годинама злостављао Стејси и да спрема дадиљу као могућу следећу жртву. Последњи обрт је да је Стејсина млада сестра заправо њена ћерка од Нила. |              |                         |                 |                                                                              |                      |           |                         |
| 157 | 2            | "Рок звезда"            | Бил Д'Ила       | Ед Зукерман                                                                  | 26. април 2009.      | 08008     | 4.10                    |
| Када је млади хипстер пронађен избоден у етнички набијеном крају, детективи Николс и Вилерова улазе у свет амбициозних уметника са великим сновима. |              |                         |                 |                                                                              |                      |           |                         |
| 158 | 3            | "Преломност лика"       | Мајкл Смит      | Памела Вешлер                                                                | 3. мај 2009.         | 08005     | 3.14                    |
| Два млада брата живе са својом мајком шизофреничарком која умире у кади од струјног удара. Испитују их о преокрету догађаја, а млађи брат Ентони каже полицији да је видео како његов брат Томи гура грејалицу у каду. Њих двојица су накнадно раздвојени и смештени у хранитељство. Двадесет година касније, Ентони се поново појављује у Томијевом животу, а Томи одговара пуцањем у њега. Горен и Имсова су доведени да истраже убиство, а Роџерсова им каже да је жртва Ентони умро од лимфома. У међувремену, током година, Томи живи тајанственим животом претварајући се да је дипломац Универзитета Принстон и стекао је неколико лажних идентитета. Он изнајмљује кућу на Нантакету под именом Тајлер Чизолм, а ћерка власника му се допада. Власник је сумњичав и ради проверу кредитне способности „Тајлера“. Кредитна провера је пријављена детективима јер је Тајлер Чизолм једно од имена забележених приликом саслушања људи у кафани и ресторану "Принстон". Детективи путују у Нантакет и проналазе Томија и одводе га у притвор. По повратку у Њујорк, Имсова испитује ћерку власника и пита да ли је било нечег чудног или необичног чега би могла да се сети. Она говори Имсовом да се сећа да је Томи бацио нешто у воду и зурио у то. Горен затим испитује Томија и открива да се Ентони није вратио да би вратио стара сећања и прогањао Томија него да би се помирили пред његову смрт. |              |                         |                 |                                                                              |                      |           |                         |
| 159 | 4            | "У болници"             | Џин де Сегонзек | Тимоти Џ. Ли                                                                 | 10. мај 2009.        | 08010     | 3.14                    |
| Детективи Николс и Вилерова истражују убиство генералног директора са Волстрита који је пронађен свирепо избоден током гала вечери. Николс верује да је његово друштво више умешано у случај него што су признали полицији. Током истраге, детективи откривају да су вести о паду акција које су још више пале након вести о истрази о превари везане за ово убиство. Међутим, њих истрага одводи на клинику за лечење где је њихов главни осумњичени под надзором психијатра. |              |                         |                 |                                                                              |                      |           |                         |
| 160 | 5            | "Верност"               | Џин де Сегонзек | Антоанет Стела                                                               | 17. мај 2009.        | 08001     | 3.70                    |
| Када побожни славни лекар убијен, Горен и Имсова улазе у неочекивано спаран свет иза проповедаонице. |              |                         |                 |                                                                              |                      |           |                         |
| 161 | 6            | "Асторијанка Хелен"     | Ноберто Барба   | Тимоти Џ. Ли                                                                 | 31. мај 2009.        | 08004     | 3.97                    |
| Очаравајући преварант Џо Галагер циља усамљену, самохрану мајку Хелен Брејмер да покуша да удари оклопни камион који носи милионе долара. Брејмер је радио за друштво оклопних камиона. Детективи Николс и Вилерова истражују када је један од ортака преваранта погинуо шест месеци касније у експлозији бомбе. Брејмерова и Галагер постају главни осумњичени у случају када је власник комбија Френк Строуп отет и касније убијен, али детективи су касније сазнали да Брејмерова и Галагер нису главни осумњичени када је Френк Строуп отео Брејмериног сина Кевина, а да би спасио дечака, детектив Николс мора да се нађе усред талачког стања. |              |                         |                 |                                                                              |                      |           |                         |
| 162 | 7            | "Лудило за двоје"       | Дејвид Менсон   | Мајкл С. Чернучин                                                            | 7. јун 2009.         | 08003     | 4.01                    |
| Детективи Горен и Имсова истражују када је двогодишња ћерка једног пара тајанствено нестала из своје собе током пљачке у хотелу у ком су њени родитељи вечерали. Детективи су сазнали да је члан породице финансијски подржава пар, а такође умире од срчаног обољења. Парчићи стакла и украдена кључ-картица постају значајан доказ који их доводи до пљачкаша иако код њега нема детета. Даља истрага наводи Горена и Имсову да добију позив за откуп. Међутим, сазнају да је неко местимично близак породици искористио злочин и покушао да притом придобије новац. Детективи откривају да су родитељи дали лажан опис. У хотелу није ни било детета. Док откривају потресну заверу, Горен и Имсова сазнају да је неуравнотежена мајка била у заблуди о случајној смрти своје ћерке пре неколико месеци што је навело њеног мужа да искористи њено стање како би наставио да прима финансијску подршку од своје богате тетке без деце. |              |                         |                 |                                                                              |                      |           |                         |
| 163 | 8            | "Слава која је била..." | Ноберто Барба   | Роберт Нејтан                                                                | 14. јун 2009.        | 08002     | 4.14                    |
| Вилерова и Николс истражују убиство две особе међу којима и освајача олимпијске златне медаље из Белгије. Двоје детектива много боље раде заједно и истрага их доводи до знакова мита, дослуха и издаје. |              |                         |                 |                                                                              |                      |           |                         |
| 164 | 9            | "Породичне врадности"   | Џин де Сегонзек | Синопсис: Валон Грин Сценарио: Валон Грин и Антоанет Стела                   | 21. јун 2009.        | 08015     | 3.44                    |
| Горен и Имсова истражују када је летак добијен од месне хришћанске средњошколске драмске продукције указао на три убиства. Они прво морају да схвате психологију верског фанатика пре него што он поново нападне. |              |                         |                 |                                                                              |                      |           |                         |
| 165 | 10           | "Салаш на Менхетну"     | Стив Шил        | Ендру Липсиц                                                                 | 28. јун 2009.        | 08006     | 4.70                    |
| Славна наследница је убијена у свом луксузном стану, а Николс и Вилерова су позвани да истраже. Осумњичени су њен славни вереник кувар, његов пословни ортак, бивши репер који сада израђује одећу и проблематични младић. |              |                         |                 |                                                                              |                      |           |                         |
| 166 | 11           | "Женскарош"             | Кен Гироти      | Мајкл С. Чернучин                                                            | 28. јун 2009.        | 08011     | 4.60                    |
| Детективи Горен и Имсова истражују убиство човека који је постао познат по избегавању осуде за убиство због погрешно вођеног суђења. Човек је своју славу претворио у ТВ емисију, али се испоставио да је пронађен мртав на свој рођендан. Имсова је радила на случају убиства његове прве жене 10 година раније. У случај је такође укључујен ПОТ који је више пута био трн у оку Имсовој. |              |                         |                 |                                                                              |                      |           |                         |
| 167 | 12           | "Страст"                | Џонатан Херон   | Мајкл С. Чернучин                                                            | 12. јул 2009.        | 08012     | 3.47                    |
| Егоцентрични песник Џејкоб Гарети учинио би све да свој песнички дневник „Сеоска четвртина“ одржи на површини. Када се председник фондације Дон Меккалум појавио и објавио да смањује финансирање часописа, Џејкоб је апеловао на помоћницу и љубавницу Лорен Колинс да искористи своју сексуалност да промени Доново мишљење. Иако невољно, она је пристала. Док Џејкоб ужива у напретку покровитељке уметности Сандре Данбар на читању поезије, Лорен испуњава Џејкобову жељу и завршава мртва на улици. Детективи Николс и Вилерова откривају смртоносну страст која постоји иза уметности. |              |                         |                 |                                                                              |                      |           |                         |
| 168 | 13           | "Улажем све"            | Дејвид Менсон   | Синопсис: Памела Вешлер, Антоанет Стела и Валон Грин Сценарио: Памела Вешлер | 19. јул 2009.        | 08013     | 4.14                    |
| Када је покер геније Џош Сноу изгубио 80.000 долара у карташкој игри, подржавалац и кладионичар Лу Кардинал га приморава да отплати дуг. Лу му даје пиштољ калибра 38 и кутију ћорака да извуче коцкарске дугове и шаље своју љубавницу Анђелу да пази на новац. Када је Џош први пут покупио новац од једноаг човека из краја, он је пуцао у њега. Човек му је дао двадесет хиљада долара и онда је наплатио дуг Кипа Мекгонагла. Пуцао је очекујући ћорак, али прави метак убија Кипа на улици. Детективи Горен и Имсова, који познају Сноуа из претходног случаја (идентични историјски елементи заплета, али различито име глумца и лика из пете епизоде „Крстарење ни за где“ пете сезоне), улазе у сложену игру у којој морају да се придруже у представи или буду израђени. |              |                         |                 |                                                                              |                      |           |                         |
| 169 | 14           | "Одред"                 | Крис Зала       | Ендру Липсиц                                                                 | 26. јул 2009.        | 08014     | 4.63                    |
| Растурачица дроге је убијена ноћ пре него што је планирала да напусти град и живи на салашу свог рођака. Пошто су Вилеровој кренули трудови, Имсова ради са Николсом на истрази и проналаску девојчиног убицу, али када је Николс посумњао да је убица девојке стари пријатељ који ради у судској медицини, он чини све што може да докаже да је убио жртву, али због тога би могао да остане без посла. |              |                         |                 |                                                                              |                      |           |                         |
| 170 | 15           | "Алфа мужјак"           | Ноберто Барба   | Валон Грин                                                                   | 2. август 2009.      | 08007     | 4.23                    |
| Дечко са плаката са торзом од милион долара има оно за чим други жуде: сексипил. Када је пронађен мртав након ноћи секса и дроге са неухватљивом женом, детективи Горен и Имсова откривају сексуалну параноју иза убиства. |              |                         |                 |                                                                              |                      |           |                         |
| 171 | 16           | "Устанак"               | Џон Дејвид Колс | Мајкл С. Чернучин                                                            | 9. август 2009.      | 08016     | 4.83                    |
| После пљачке банака и великим незадовољством јавности, остарели револуционар Аксел Касперс верује да је сазрело време да се подстакне реакција јавности и изазове популистички устанак. Са својом радикалном ћерком Биргит и учеником Мелом, Аксел оркестрира отмицу председника "Континентал банке" Питера Еванса. Међутим, пажљиво планирана отмица из кола пошла је по злу јер се Еванс одупирао изненађујућој снази, а усијана глава Мел пуцао је и убио једног од најмоћнијих банкара у земљи и послао Николса и Имсову у потеру за преживелим чланом радикалног Бадер мајнхофа који организује револуционарну терористичку кампању. |              |                         |                 |                                                                              |                      |           |                         |

## Дистрибуција
Осма сезона серије је први пут емитована током телевизијске сезоне 2008–09 на САД Мрежи, америчком кабловском каналу. Датум емитовања премијере сезоне се два пута мењао пре него што је коначно почела 19. априла 2009. у 21 час. Првобитно је требало да буде емитовано у новембру 2008 само три месеца након последње епизоде седме сезоне, али је потом померено за јануар 2009. Промена премијерног емитована је поново најављена у јануару. Пријављено је да су епизоде одложене јер су две у којима су глумили Голдблум и Николсонова, а које је продуцирао Нејтан, биле "ужасне" и морале су да буду укинуте. Епизоде су се емитовале сваке недеље – осим 24. маја – шеснаест недеља до 9. августа 2009.
Када је 2001. први пут премијерно приказан Ред и закон: Злочиначке намере, емитовано је на НБЦ-у, истој мрежи на којој се емитује остатак франшизе Ред и закон. У складу са споразумом о подели од 100.000 долара по епизоди или споразуму о репризирању између НБЦ-а и САД Мреже, САД Мрежи је било дозвољено да емитује епизоде ван ударног термина недељу дана након њихове премијере на НБЦ-у. Године 2007, након пада гледаности, епизоде су се преселиле са НБЦ-а на САД Мрежу, а НБЦ је поново емитовао епизоде почевши од јануара 2008. Исти уговор наставља да важи и за осму сезону. НБЦ је почео да емитује епизоде од 3. јуна 2009.
Дан након емитовања на америчкој телевизији, свака епизода је била доступна за куповину и преузимање у iTunes Store-у и Амазону. Међутим, за разлику од већине других серијала НБЦ-а и САД Мреже, епизоде овог нису емитоване на веб страници САД МРеже или Хул-а, који је био у сувласништву НБЦ Универзала, матичног друштва САД Мреже.

## Пријем
Занимање критичара за осму сезону усредсредило се на долазак Џефа Голдблума као детектива Зека Николса. Ђина Белафанте из ""Њујорк тајмса написала је: „[Николс] више одговара сензибилитету господина Голдблума него халуцинирајући детектив којег је играо у краткотрајној серији "Рејнс", на којој се од њега тражило да покаже превише осећања." Она је наставила: "Голдблумова почетна сцена има дејство првог уласка звезде у сценску игру: осећате се дирнутим аплаузом... верујете му да ће се пробити кроз мелодраматска свечаност серије. Он сигнализира неку врсту олакшања прве помоћи." Наставила је да је Николсонововој као детективки Вилер, Николсовој ортакињи "суђено да избледи још више у позадини него што је то учинила са својим претходним ортаком Мајком Логаном" и да ће Д'Онофриов детектив Горен сада изгледати још досаднији у поређењу са Николсом. Брајан Лори рецензира за "Различитост"исто као Белафантеова, коментаришући да „Голдблумов вешт додир са брзом испоруком га чини посебно добрим избором за церебралну крими-драму серије, иако као последица тога, тај приступ има склоност да секундарној детективки остави још мање да је заокупи у највише епизода од помоћника окружног тужиоца главне серије ["Ред и закон"]“. Додао је да би додавање Голдблума глумачкој поставпи „требало да удахне мало живота познатом формату мачка и миш", напомињући да је то најмање доследно занимљива серија у франшизи. Он је, међутим, приметио да због природе серије пажња на животе главних ликова помера починиоце, жртве и њихове истраге, рекавши да је то срамота за Голдблумове обожаваоце јер је ограничен "прилично крутим параметрима" серије и не може у потпуности да покаже своје глумачке дарове. Лори је, међутим, упозорио Голдблумове обожаваоце да "буду задовољни. Будите веома задовољни.“ У "Недељној забави", Менди Бирли је рекла за Николса: „Толико је опуштен да често изгледа као да се чак и помера док хода... Он је управо оно што сте мислили да добијате на избору глумаца Џефа Голдблума.“ О Вилеровој је рекла да се нада да ће у наредним епизодама Николсонова имати више посла са ликом него у Голдблумовој првој епизоди. "Претпостављам да она није увек толико небитна?" испитивала је. "Она је само осећала свог новог ортака ван. Због чега није урадила ништа?"
Прва епизода „Игра мртвих“, прва епизода сезоне са детективима Гореном и Имсомовом, имала је 4.578 милиона гледалаца, преко 400.000 гледалаца више од следеће епизоде која је била Голдблумова прва. Међутим, у остатку сезоне, епизоде са Голдблумом и Николсоновом гледало је више гледалаца него епизоде са Д'Онофриом и Ербовом, иако је број гледаности за све епизоде наставио да опада током наредних недеља. Епизоду од 10. маја погледало је 3,14 милиона гледалаца и сврстала се ван двадесет најбољих телевизијских емисија на кабловској мрежи за недељу, иако је осам програма који су се пласирали у првих двадесет били мечеви доигравања НБА лиге. Наредне епизоде је гледало 3,709 милиона гледалаца и 4,012 милиона гледалаца, али од епизоде од 7. јуна цифре су почеле да расту. Епизода „Слава која је била“ која је емитована 14. јуна била је други најбоље оцењен програм кабловске телевизије те ноћи. Гледало га је 4,14 милиона људи из укупно 3,19 милиона домаћинстава, а гледало га је 1,87 милиона људи у оквиру становништва од 25 до 54 године. Његову гледаност надмашила је само епизода серије На јавном месту која је емитована одмах након Злочиначких намера на САД Мрежи. То је такође била најгледанија епизода сезоне у којој се појављују Голдблум и Николсонова. Епизода следеће недеље, „Породичне вредности “, такође је добила високу гледаност. Победила ју је поново епизода серије На јавном местуи био је то други по котирању кабловски програм те вечери међу особама од 25 до 54 године од којих га је погледало 1,625 милиона и други најбоље оцењени програм по укупној гледаности који је погледало 3,44 милиона људи.

## Напомена
1. ↑  Littleton, Cynthia (6. 9. 2000). „'Law & Order' Makes Case For Second Spinoff”. The Hollywood Reporter. Приступљено 26. 4. 2009.
2. 1 2  Adalian, Josef (6. 9. 2000). „NBC builds case for 3rd 'Law' skein”. Variety. Приступљено 26. 4. 2009.
3. ↑  Weisman, Jon (15. 10. 2008). „Dick Wolf”. Variety. Приступљено 26. 4. 2009.
4. ↑  Adalian, Josef (6. 11. 2000). „Studios USA reups veteran showrunner”. Variety. Приступљено 26. 4. 2009.
5. ↑  Tucker, Ken (14. 12. 2001). „'Order' Patrol”. Entertainment Weekly. Архивирано из оригинала 08. 10. 2012. г. Приступљено 26. 4. 2009.
6. ↑  „Law & Order: Criminal Intent – Synopsis”. Variety. Архивирано из оригинала 13. 5. 2009. г. Приступљено 26. 4. 2009.
7. ↑  Littleton, Cynthia (22. 5. 2008). „USA orders more 'Criminal Intent'”. Variety. Приступљено 26. 4. 2009.
8. ↑  Dawn, Randee (26. 6. 2001). „Boom Box”. The Hollywood Reporter. Приступљено 26. 4. 2009.
9. ↑  Set Tour with Executive Producer Fred Berner and Kathryn Erbe: Law & Order: Criminal Intent: The Third Year (DVD). Universal Studios Home Entertainment. 3. 6. 2003.
10. ↑  Alleman, Richard (2005). „Union Square/Gramercy Park/Chelsea: From Biograph to Law & Order”. New York: The Movie Lover's Guide: the Ultimate Insider Tour of Movie New York. Random House. стр. 228–229. ISBN 0-7679-1634-4.
11. ↑  Schneider, Michael (1. 6. 2008). „Leight to begin 'Treatment'”. Variety. Приступљено 26. 2. 2009.
12. 1 2 3  Frankel, Daniel (29. 7. 2008). „Dick Wolf reveals 'Intent'”. Variety. Приступљено 26. 4. 2009.
13. 1 2  Friedman, Roger (23. 1. 2009). „Law & Disorder at Criminal Intent”. Fox News. Приступљено 26. 4. 2009.
14. ↑  Brundy, Bill (6. 2. 2003). „"Criminal Intent" Likely Last Series for Star”. Tribune News Service. Knight Ridder. „Whereas the other "Law & Order's" rely heavily on their ensemble casts, "Criminal Intent" hangs on D'Onofrio's portrayal of Detective Robert Goren”
15. ↑  Law & Order (Season 19) (Television production). Wolf Films, Studios USA. 5. 11. 2008.
16. ↑  Law & Order: Special Victims Unit (Season 10) (Television production). Wolf Films, Studios USA. 23. 9. 2008.
17. 1 2  „Law & Order”. NBC. Архивирано из оригинала 5. 5. 2009. г. Приступљено 26. 4. 2009.
18. ↑  Yessis, Michael (5. 6. 2002). „Freshman Favorites: Vincent D'Onofrio”. Variety. Приступљено 26. 4. 2009.
19. ↑  Andreeva, Nellie (8. 12. 2000). „Wolf Collars D'onofrio For 3rd 'law' Series”. The Hollywood Reporter. Приступљено 26. 4. 2009.
20. ↑  „Kathryn Erbe: Biography”. TV Guide. Приступљено 26. 4. 2009.
21. ↑  Wheat, Alynda (4. 11. 2005). „Rewriting the Law”. Entertainment Weekly. Архивирано из оригинала 08. 10. 2012. г. Приступљено 26. 4. 2009.
22. ↑  „Criminal Intent collars Bogosian”. TV.com. Reuters. 19. 7. 2006. Архивирано из оригинала 12. 05. 2009. г. Приступљено 26. 4. 2009.
23. ↑  Torrance, Kelly Jane (23. 3. 2007). „'Intent' on having a dual career; Julianne Nicholson on large and small screen.”. The Washington Times.
24. ↑  Schneider, Michael (26. 6. 2008). „Jeff Goldblum joins 'Criminal Intent'”. Variety. Приступљено 26. 4. 2009.
25. ↑  Ausiello, Michael (16. 4. 2009). „Law & Order twist: Erbe in, Nicholson out!”. Entertainment Weekly. Time Inc. Архивирано из оригинала 23. 4. 2009. г. Приступљено 27. 4. 2009.
26. ↑  Flynn, Gillian (14. 10. 2004). „Law & Order”. Entertainment Weekly. Архивирано из оригинала 02. 07. 2014. г. Приступљено 26. 4. 2009.
27. ↑  Baker, Joan (2005). „Steve Zirnkilton – Voice of Law & Order TV Series”. Secrets of Voice-over Success: Top Voice-over Artists Reveal How They Did It. Sentient Publications. стр. 25–29. ISBN 1-59181-033-7.
28. ↑  Morton, Spencer (1. 2. 2009). „Steve Zirnkilton: The man behind the voice”. The Maine Campus. University of Maine. Архивирано из оригинала 12. 5. 2009. г. Приступљено 26. 4. 2009.
29. 1 2  Seidman, Robert (21. 4. 2009). „In Plain Sight and Law & Order: CI return well, but WWE and SpongeBob win week”. TV By the Numbers. Архивирано из оригинала 18. 9. 2012. г. Приступљено 22. 4. 2009.
30. 1 2  Seidman, Robert (28. 4. 2009). „Updated: WWE RAW, NFL Draft and Yankees / Red Sox Lead Weekly Cable Viewing”. TV By the Numbers. Архивирано из оригинала 23. 4. 2011. г. Приступљено 30. 4. 2009.
31. ↑  Seidman, Robert (6. 5. 2009). „Bulls vs. Celtics, WWE RAW and NCIS lead cable shows”. TV By the Numbers. Архивирано из оригинала 22. 7. 2021. г. Приступљено 1. 6. 2011.
32. 1 2  Seidman, Robert (12. 5. 2009). „On cable, iCarly > Kobe, Lebron, WWE Raw and SpongeBob”. TV By the Numbers. Архивирано из оригинала 23. 9. 2012. г. Приступљено 29. 6. 2009.
33. 1 2  Seidman, Robert (19. 5. 2009). „NBA Playoffs,  NASCAR and WWE Raw lead cable”. TV By the Numbers. Архивирано из оригинала 16. 8. 2011. г. Приступљено 29. 6. 2009.
34. ↑  Seidman, Robert (2. 6. 2009). „NBA Playoffs, Jon & Kate Plus 8 and 2009 MTV Movie Awards lead cable”. TV By the Numbers. Архивирано из оригинала 17. 10. 2012. г. Приступљено 1. 6. 2011.
35. 1 2  Seidman, Robert (9. 6. 2009). „Corrected: Burn Notice, Jon & Kate Plus 8 and Royal Pains lead cable”. TV By the Numbers. Архивирано из оригинала 18. 10. 2012. г. Приступљено 29. 6. 2009.
36. 1 2  „USA #1 By Significant Margins Among All Key Demos” (Саопштење). USA Network. 19. 6. 2009.
37. ↑  „The Closer, WWE RAW and Royal Pains lead cable, True Blood makes top 20”. TV By the Numbers. 16. 6. 2009. Архивирано из оригинала 27. 1. 2016. г. Приступљено 28. 11. 2015.
38. 1 2  „USA Network Takes Week By Huge Margins” (Саопштење). USA Network. 23. 6. 2009.
39. ↑  „USA Network Takes Week By Huge Margins”. TV By the Numbers. 23. 6. 2009. Архивирано из оригинала 27. 1. 2016. г. Приступљено 28. 11. 2015.
40. ↑  Gorman, Bill (14. 7. 2009). „The Closer Tops Cable Shows, CNN's Jackson Memorial Scores Big”. TV By the Numbers. Архивирано из оригинала 22. 7. 2021. г. Приступљено 1. 6. 2011.
41. ↑  Gorman, Bill (21. 7. 2009). „Wizards On Deck w/ Hannah Montana Sets Cable Top; SpongeBob Cannot Be Stopped”. TV By the Numbers. Архивирано из оригинала 22. 7. 2021. г. Приступљено 1. 6. 2011.
42. ↑  Gorman, Bill (28. 7. 2009). „Burn Notice, The Closer, NASCAR Top Week's Cable Shows”. TV By the Numbers. Архивирано из оригинала 19. 3. 2011. г. Приступљено 1. 6. 2011.
43. ↑  Seidman, Robert (4. 8. 2009). „Updated:The Closer, Burn Notice, Royal Pains Top Week's Cable Shows”. TV By the Numbers. Архивирано из оригинала 23. 6. 2011. г. Приступљено 1. 6. 2011.
44. ↑  Seidman, Robert (11. 8. 2009). „Most Watched week ever for USA”. TV By the Numbers. Архивирано из оригинала 23. 6. 2011. г. Приступљено 1. 6. 2011.
45. ↑  Mitovich, Matt (17. 2. 2009). „USA Sets April 19 Return for Criminal Intent, In Plain Sight”. TV Guide. Приступљено 2. 3. 2009.
46. ↑  O'Connor, Mickey (29. 10. 2009). „Law & Order: Criminal Intent Pushed Back to 2009”. TV Guide. Приступљено 27. 4. 2009.
47. ↑  Frankel, Daniel (29. 10. 2008). „USA postpones 'L&O' premiere”. Variety. Приступљено 2. 3. 2009.
48. ↑  O'Connor, Mickey (21. 1. 2009). „Law & Order: Criminal Intent Pushed Back to Summer 2009”. TV Guide. Приступљено 26. 4. 2009.
49. ↑  „Strike Plagues Pilot Season”. The Hollywood Reporter. 17. 4. 2001. Приступљено 4. 3. 2009.
50. ↑  Kunz, William M. (2006). „Patterns of Ownership in Prime Time Network Programming”. Culture Conglomerates: Consolidation in the Motion Picture and Television Industries. Rowman & Littlefield. стр. 134—135. ISBN 0-7425-4066-9.
51. ↑  Gold, Matea (3. 10. 2007). „Adopted by a rich family”. Los Angeles Times. стр. E1. Приступљено 26. 4. 2009.
52. ↑  Battaglio, Stephen (13. 5. 2007). „NBC Renews Original L&O; Criminal Intent Goes to USA”. TV Guide. Приступљено 26. 4. 2009.
53. ↑  Battaglio, Stephen (12. 3. 2009). „Summer TV Shows on NBC: Criminal Intent Is Back; The Philanthropist Arrives”. TV Guide. Приступљено 26. 4. 2009.
54. ↑  „Law & Order: Criminal Intent Season 8”. iTunes Store. Приступљено 2. 3. 2009.
55. ↑  „Law & Order: Criminal Intent: Video on Demand”. Amazon.com. Приступљено 2. 3. 2009.
56. ↑  Bellafante, Ginia (24. 4. 2009). „Back on the Beat, With a High Q Rating”. New York Times. стр. C25. Приступљено 27. 4. 2009.
57. ↑  Lowry, Brian (21. 4. 2009). „Law & Order: Criminal Intent Review”. Variety. Приступљено 27. 4. 2009.
58. ↑  Bierly, Mandi (27. 4. 2009). „Jeff Goldblum on Law & Order: Criminal Intent: The verdict?”. Entertainment Weekly. Time Inc. Архивирано из оригинала 01. 05. 2009. г. Приступљено 27. 4. 2009.
59. ↑  Seidman, Robert (2. 6. 2009). „Burn Notice, Jon & Kate Plus 8 and Royal Pains lead cable”. TV By the Numbers. Архивирано из оригинала 25. 7. 2010. г. Приступљено 29. 6. 2009.